# Sascha Urweider
Sascha Urweider (* 18. September 1980 in Meiringen) ist ein ehemaliger Schweizer Radrennfahrer.
Nachdem Urweider 2003 eine Etappe beim Giro della Valle d’Aosta gewonnen hatte und bei den Schweizer Strassen-Radmeisterschaften Zweiter geworden war, erhielt er zur Saison 2005 einen Vertrag bei dem UCI ProTeam Phonak Hearing Systems. Für diese Mannschaft bestritt er mit dem Giro d’Italia 2005 seine einzige Grand Tour und beendete die Rundfahrt als 139.
Bei einer Dopingkontrolle am 14. Februar 2006 wurde Urweider positiv auf Testosteron getestet. Urweider begründete das Ergebnis der Dopingprobe mit der Einnahme eines kontaminierten Nahrungsergänzungsmittels. Noch bevor Swiss Olympic das Strafmass für das Dopingvergehen bekanntgeben konnte, trat Sascha Urweider vom professionellen Radsport zurück.